# CCL5
CCL5, hemokin (C-C motiv) ligand 5, takođe poznat kao RANTES (engl. Regulated upon Activation, Normal T-cell Expressed, and Secreted) je protein koji je kod ljudi kodiran CCL5 genom.

## Funkcija
je 8  protein koji je klasifikovan kao hemotaksni citokin ili hemokin. CCL5 je hemoatraktant T ćelija, eozinofila, i bazofila. On učestvuje u regrutovanju leukocita na mesta zapaljenja. Uz pomoć određenih citokina (npr., IL-2 i ) koji se oslobađaju iz T ćelija, CCL5 takođe stimuliše proliferaciju i aktivaciju pojedinih tipova ćelija da formiraju CHAK (CC-hemokin-aktivirane ubice) ćelije. CCL5 je takođe HIV-supresivni faktor koji izlučuju CD8+ T ćelije. Gen ovog hemokina je lociran na hromozomu 17 kod ljudi.
RANTES je prvobitno bio identifikovan u toku potrage za "kasno" izraženim genima (3–5 dana) nakon T ćelijske aktivacije. Naknadno je bilo utvrđeno da je on  hemokin i da je izražen u više od 100 ljudskih bolesti. RANTES izražavanje je regulisano u T limfocitima Krupel sličnim faktorom 13 (KLF13).

## Interakcije
Za CCL5 se zna da formira interakcije sa , CCR5 and CCR1.
CCL5 takođe aktivira G-protein spregnuti receptor GPR75.

## Literatura
- Muthumani K; Desai BM; Hwang DS;  . (2004). „HIV-1 Vpr and anti-inflammatory activity.”. DNA Cell Biol. 23 (4): 239—47. PMID 15142381. doi:10.1089/104454904773819824.
- Zhao RY, Elder RT (2005). „Viral infections and cell cycle G2/M regulation.”. Cell Res. 15 (3): 143—9. PMID 15780175. doi:10.1038/sj.cr.7290279.
- Zhao RY, Bukrinsky M, Elder RT (2005). „HIV-1 viral protein R (Vpr) & host cellular responses.”. Indian J. Med. Res. 121 (4): 270—86. PMID 15817944.
- Li L; Li HS; Pauza CD;  . (2006). „Roles of HIV-1 auxiliary proteins in viral pathogenesis and host-pathogen interactions.”. Cell Res. 15 (11-12): 923—34. PMID 16354571. doi:10.1038/sj.cr.7290370.
- Krensky, Alan M. (1995). Biology of the Chemokine in Rantes (Molecular Biology Intelligence Unit). R G Landes Co.